# 1793년 필라델피아 황열 유행

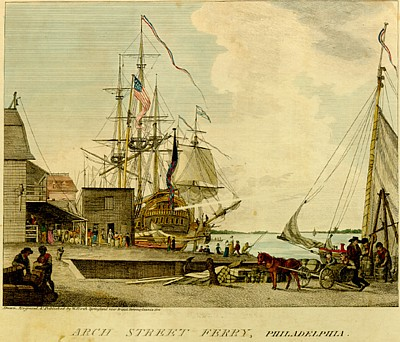
첫 번째 집단발병 사례가 관측된 아크가(Arch Street) 선착장

1793년 필라델피아 황열 유행은 필라델피아에서 1793년 8월 1일에서 11월 9일 사이에 발생한 황열 유행을 의미한다. 이로 인해 공식적으로 5천명 이상의 사람들이 사망했다. 사망자들 대부분이 황열에 의해 직접적으로 사망했다. 당시 필라델피아는 인구는 5만 명 이상이 살던 대도시였기 때문에, 미국 역사상 가장 심각한 전염병 중 하나로 기록되었다. 9월 말까지 2만 명의 사람들이 도시를 탈출했다. 사망률은 10월에 최고조에 달했고, 마침내 겨울이 되어 모기가 사멸함에 따라 11월에 전염병이 종식되었다. 의사들은 다양한 치료법을 시도했지만 질병의 원인도, 모기에 의해 전염된다는 것도 깨닫지 못했다. 모기가 황열을 매개한다는 사실은 19세기 후반에서야 알려졌다.
24명으로 구성된 위원회와 필라델피아 시장은 부시 힐(Bush Hill)에 열병 전문 병원을 세우는 등 여러 방법을 시도하였다. 시는 아프리카 자유민 협회에 도움을 요청했고 해당 협회는 흔쾌히 동의했는데, 이는 흑인들이 말라리아에 대한 면역을 부분적으로 갖춘 것처럼 황열에 대한 면역력 역시 갖추었을 것이라는 잘못된 가정에서 기인한 것이다. 시 당국은 환자들을 돌보기 위해 흑인 간호사를 다수 고용하였으며, 시체를 옮기기 위해 흑인 남성들을 고용했다. 결국 240명의 흑인이 사망했는데, 이는 백인과 같은 비율이다.
몇몇 이웃 마을들은 열병을 옮길까 봐 필라델피아에서 난민들을 받아들이지 않았다. 볼티모어와 뉴욕 등의 주요 항구 도시들은 필라델피아로부터의 난민과 물품에 대해 격리 조치를 취했는데, 이들 중 뉴욕은 필라델피아에 재정적인 원조를 보냈다.

## 시작
1793년 봄, 섬의 북쪽에서 일어난 아이티 혁명을 피해 생도맹그의 카프아이시앵(현재 아이티)에서 노예를 데리고 도망친 2천 명의 이민자들이 도착한다. 그해 8월, 필라델피아 항은 30년 만에 황열병이 유행하기 시작한다. 난민과 배들이 황열병 바이러스와 모기를 옮겼을 것으로 추정된다. 바이러스는 모기에 의해 전염되는데, 모기는 고인 물 조금만 있으면 쉽게 번식한다. 1793년의 의료계는 모기가 황열병을 매개한다는 사실을 인지하지 못했다.
미국의 항구와 해안가는 미국 북동부라 하더라도 8월과 9월이 되면 매년 열병이 유행하는 "지긋지긋한 계절"이 찾아왔다고 여겼다. 남부의 농장주를 비롯한 부유층은 보통 이 계절 동안 저지대를 떠나 다른 지역에서 여름을 보냈다. 아메리카 원주민들은 정착민들이 이 "계절"을 맞이하면 열병으로 인해 대부분 사망할 것으로 보았다. 당시 필라델피아는 미국의 임시 수도였으며 미 정부는 가을에 돌아올 예정이었다. 조지 워싱턴 대통령 역시 필라델피아에 있지 않았다.
8월 초 필라델피아에서 황열로 인해 처음으로 사망자가 나타난다. 두 명이 사망했는데, 한 명은 아일랜드 출신이고 다른 한 명은 생도맹그 출신이었다. 이들의 발병 사례를 설명하는 편지가 사망 한지 대략 한 달 후에 팜플렛에 게재되었다. 아일랜드 여성을 치료하기 위해 파견된 젊은 의사는 처음 보는 증상에 곤혹스러워했으며, 끝내 치료하지 못했다.
몬태나 주립 대학교의 역사학 교수 빌리 G. 스미스가 2013년에 쓴 책에서는 이 역병의 주요 매개체가 1792년 11월 서아프리카의 식민지인 볼라마(서아프리카의 섬, 현재의 기니비사우)를 탈출한 영국 상선 한키였다고 주장한다.

## 유행 선언
2주 후 그리고 점점 더 많은 발열 환자가 발생하자, 1762년 필라델피아에서 황열이 유행하던 도중 견습의였던 벤자민 러시는 황열병이 돌아왔다는 것을 깨닫는다. 그는 동료들과 정부에게 필라델피아가 "멸망적인 고전염성 질병 ... 담즙의 과분비를 유도하는 황열"에 직면해 있다고 경고했다. 대부분의 열병과 달리 청소년 이하의 사람들에게서 주로 발생하자 사람들은 경각심을 가지기 시작했다. 생도맹그에서 온 피난민들이 병을 옮기고 있다고 믿은 당국은 이민자와 그들의 자산에 2~3주의 격리조치를 취했지만, 전염병이 확산되면서 이를 강제할 수 없게 되었다.

## 유행 종식
기온이 낮아지던 10월 16일, 한 신문은 "악성 열(병)이 상당히 줄어들었다"고 보도했다. 10월 25일에는 상점들이 다시 문을 열기 시작했고, 많은 주민들이 돌아왔으며, 런던으로부터 상품을 실은 배가 들어오자 매춘부들은 "다시 한번 활기를 띄"기 시작했다고 말했다. 시 위원회는 도시 밖에 있는 사람들에게 돌아오기 전에 7~10일을 더 기다리라고 권고했다. 폐업한 집 청소 안내문을 게재해 모든 창문과 문을 열어놓고 며칠간 환기할 것을 권고했다. 특히 "질산칼륨을 태우면 부패한 공기를 고쳐줄 것이다. 생석회는 옥외 변소 밑에 던져넣고 방들은 하얗게 물들여야 한다"는 권고가 내려졌다. 31일, 부시 힐 위에는 '여기 아픈 사람은 더 이상 없다'는 의미의 백기가 게양됐다.

## 참고 문헌

### 1차 출처
- Allen, Richard; Jones, Absalom (1794). 《A Narrative of the Proceedings of the Black People, During the Late Awful Calamity in Philadelphia in the Year 1793 and a Refutation of Some Censures, Thrown upon them in some late Publications.》. Philadelphia: Franklin's Head.
- Carey, Mathew (1793). 《A short account of the malignant fever, lately prevalent in Philadelphia: with a statement of the proceedings that took place on the subject in different parts of the United States.》. Philadelphia: self-published.
- Committee for relieving the Sick and Distressed, appointed by the Citizens of Philadelphia. “An Account of the Malignant Fever, which prevailed in Philadelphia, 1793”. In Banneker, Benjamin (1794). 《Banneker's almanac, for the year 1795: Being the Third After Leap Year: Containing, (besides every thing necessary in an almanac,) an Account of the Yellow Fever, lately prevalent in Philadelphia, with the Number of those who died, from the First of August till the Ninth of November, 1793》. Philadelphia: Printed for William Young, Bookseller, no. 52, the Corner of Chesnut and Second-Streets. OCLC 62824552. In Whiteman, Maxwell (편집.). 《Banneker's Almanack and Ephemeris for the Year of Our Lord 1793; being The First After Bisixtile or Leap Year and Banneker's almanac, for the year 1795: Being the Third After Leap Year: Afro-American History Series: Rhistoric Publication No. 202 (1969 Reprint Edition)》. Rhistoric Publications, a division of Microsurance Inc. LCCN 72077039. OCLC 907004619. 2017년 6월 14일에 확인함 – HathiTrust 경유.
- Currie, William (1793). “A Description of the Malignant Infectious Fever prevailing at Present in Philadelphia; with an account of the means to prevent infection, and the remedies and method of treatment, which have been found most successful.”. Philadelphia: Thomas Dobson.
- Drinker, Elizabeth S. (1889).  Biddle, Henry D., 편집. 《Extracts from the Journal of Elizabeth Drinker, From 1759 to 1807, A.D.》. Philadelphia: J. B. Lippincott Company.
- Helmuth, J. Henry C. (1794). 《A Short Account of the Yellow Fever in Philadelphia for the Reflecting Christian.》. 번역 Charles Erdmann. Jones, Hoff & Derrick.
- Philadelphia Common Council (1794). 《Minutes of the Proceedings of the Committee Appointed on the Date of 14 September to Alleviate the Suffering of the Afflicted》. Philadelphia  – Google Books 경유.
- Rush, Benjamin (1794). 《An Account of the Bilious remitting Yellow Fever as it appeared in Philadelphia, in the year 1793.》. Philadelphia: Thomas Dobson.

### 2차 출처
- Barnard, Bryn (2005). 《Outbreak! Plagues That Changed History》. New York: Crown Publishers. ISBN 978-0-375-82986-4.
- Garrett, Laurie (1994). 《The Coming Plague: Newly Emerging Diseases in a World Out of Balance》. New York: Farrar, Straus and Giroux. ISBN 978-0-14-025091-6.
- Jacobs Altman, Linda (1998). 《Plague and Pestilence: A History of Infectious Disease》. United States: Enslow Publishing. ISBN 978-0-89490-957-3.
- Murphy, Jim (2003). 《An American Plague: The True and Terrifying Story of the Yellow Fever Epidemic of 1793》. New York: Clarion Books. ISBN 978-0-395-77608-7.
- Powell, John Harvey (1993) [1949]. 《Bring Out Your Dead: The Great Plague of Yellow Fever in Philadelphia in 1793》. Reprint. (Introduction by Foster, Jenkins & Toogood). Philadelphia: University of Pennsylvania Press. ISBN 978-0-8122-1423-9.
- Yount, Lisa (2000). 《Great Disasters: Epidemics》. San Diego: Lucent Books. ISBN 978-1-56006-441-1.
- “The Yellow Fever Epidemic in Philadelphia, 1793”. 《Harvard University Library Open Collections Programs》. 2016년 12월 15일에 원본 문서에서 보존된 문서. 2020년 4월 26일에 확인함.